# Trachyzelotes baiyuensis
Trachyzelotes baiyuensis är en spindelart som beskrevs av Xu 1991. Trachyzelotes baiyuensis ingår i släktet Trachyzelotes och familjen plattbuksspindlar. Inga underarter finns listade i Catalogue of Life.